# Liste der Naturdenkmale in Pattensen
Die Liste der Naturdenkmale in Pattensen nennt die Naturdenkmale in Pattensen in der Region Hannover in Niedersachsen.

## Naturdenkmale
Im Gebiet der Stadt Pattensen sind 3 Naturdenkmale verzeichnet.
| Bild            | Bezeichnung             | Ort, Lage                                  | Beschreibung                                           | Schutzzweck               | Nummer   |
| --------------- | ----------------------- | ------------------------------------------ | ------------------------------------------------------ | ------------------------- | -------- |
| Fotos hochladen | Stieleiche              | Koldingen (52° 17′ 4,1″ N, 9° 48′ 5″ O)    | Die Königseiche am alten Weg von Koldingen nach Norden | Eigenart und Schönheit.   | ND-H 034 |
| Fotos hochladen | Eibe in Koldingen       | Koldingen (52° 16′ 28,9″ N, 9° 48′ 0,1″ O) |                                                        | Seltenheit und Schönheit. | ND-H 188 |
| Fotos hochladen | Stieleiche in Koldingen | Koldingen (52° 16′ 29″ N, 9° 48′ 0,8″ O)   |                                                        | Eigenart.                 | ND-H 189 |

## Ehemalige Naturdenkmale
Seit dem Jahr 2001 wurde der Schutz für ein Naturdenkmal in Pattensen aufgehoben.
| Bild            | Bezeichnung | Ort, Lage                                 | Beschreibung                                                                                                   | Schutzzweck | Nummer   |
| --------------- | ----------- | ----------------------------------------- | --- | ----------- | -------- |
| Fotos hochladen | Blutbuche   | Pattensen (52° 15′ 45″ N, 9° 45′ 50,4″ O) | großer stattlicher Baum auf alter Wallanlage. War abgängig, aus Gründen der Verkehrssicherungspflicht gefällt. |             | ND-H 132 |